# فرودگاه بغداد
فرودگاه بغداد (به انگلیسی: Bagdad Airport) (یاتا: BGT، موقعیت‌یاب اف‌آآ: E51) یک فرودگاه همگانی بهره‌برداری هوایی است که یک باند فرود آسفالت دارد و طول باند آن ۱٫۳۹۴ متر است. این فرودگاه در شهرستان یاواپای کشور ایالات متحده آمریکا قرار دارد و در ارتفاع ۱۲۷۵ متری از سطح دریا واقع شده‌است.